# 17 ans encore
Pour plus de détails, voir Fiche technique et Distribution.
17 ans encore ou Encore 17 ans au Québec (17 Again) est une comédie américaine, sortie en 2009. C'est un remake du téléfilm Avoir 17 ans… à 40 ans (Young Again) diffusé en 1986, avec Keanu Reeves et Lindsay Wagner dans les rôles principaux.

## Synopsis
En 1989, Mike O'Donnell (Zac Efron), âgé de 17 ans, apprend, au début de son match de basket-ball au championnat du secondaire, que sa petite amie Scarlet Porter (Allison Miller) est enceinte. Quelques instants après le début de la partie, il quitte le jeu et rattrape Scarlet, abandonnant ses espoirs d'aller à l'université et de devenir un joueur de basket professionnel.
Près de deux décennies plus tard, Mike (Matthew Perry), maintenant âgé de 37 ans, trouve sa vie bloquée. Scarlet (Leslie Mann), maintenant sa femme et mère de ses deux enfants, s'est séparée de lui, le forçant à emménager avec son meilleur ami Ned Gold (Thomas Lennon), geek et extrêmement riche. Il a quitté son emploi après avoir été privé d'une promotion en faveur d'une collègue plus jeune, simplement parce qu'il est trop vieux. Ses enfants, Maggie (Michelle Trachtenberg), âgée de 17 ans et Alex (Sterling Knight), 16 ans, ne veulent rien avoir à faire avec lui. Plus tard, alors qu'il rend visite à son école secondaire pour se remémorer, une rencontre avec un mystérieux concierge (Brian Doyle-Murray) le transforme en jeune homme de 17 ans.
Après avoir reconnu son ami, Ned croit que la transformation de Mike a été provoquée par un guide spirituel mystique qui essaie de le guider sur un meilleur chemin. Mike s'inscrit à l'école secondaire en se faisant passer pour Mark Gold, le fils de Ned, et projette d'aller à l'université pour une bourse de basket-ball. Il se lie d'amitié avec son fils (qui est harcelé) et découvre que sa fille a un petit ami, Stan (Hunter Parrish), qui ne la respecte pas et tourmente souvent Alex. Mike en vient à croire que sa mission est de les aider.
Grâce à leurs enfants, Mike passe du temps avec Scarlet, qui note sa ressemblance remarquable avec son mari, mais rationalise comme une coïncidence étrange. Décidant aussi de réparer sa relation avec Scarlet, Mike commence à achever tous les projets de jardin qu'il avait abandonné à l'âge de 18 ans (sous le prétexte d'obtenir un "crédit volontaire"). Il fait de son mieux pour séparer Stan et Maggie tout en encourageant Alex à être plus confiant, afin qu'il puisse faire partie de l'équipe de basket-ball et sortir avec Nicole, une fille pour laquelle il a le béguin. Mike a de la difficulté à résister à son désir pour Scarlet, malgré l'inadéquation évidente de la relation. Ned, quant à lui, commence à poursuivre Jane, la principale de l'école, à travers des cascades de plus en plus extravagantes afin de gagner son affection, à laquelle elle réprimande catégoriquement.
Après avoir gagné un match de basket avec Alex, Mike organise une fête chez Ned alors que ce dernier sort avec Jane. Quand Scarlet arrive pour réprimander ses enfants d'assister à une fête, Mike lui montre qu'Alex a finalement réussi à se réunir avec Nicole, conduisant Mike et Scarlet à avoir une conversation intime où Mike essaie accidentellement de l'embrasser. Dégoûtée, elle s'éloigne alors que Mike tente sans succès d'expliquer sa véritable identité.
Le jour de l'audience pour finaliser le divorce de Scarlet et Mike, Mike fait une dernière tentative pour la reconquérir (en tant que Mark) en lisant une lettre supposée de Mike. Il déclare que même s'il n'a pas pu rétablir les choses au début de sa vie, cela ne change rien au fait qu'il l'aime toujours. Après sa sortie, Scarlet remarque que la "lettre" est en réalité les directions vers la salle d'audience et elle commence à devenir curieuse. En conséquence, elle reporte le divorce d'un mois. Frustré de ne pas avoir sauvé son mariage, Mike décide de poursuivre une bourse d'études et de commencer une nouvelle vie. Au cours d'un match de basketball au secondaire, Mike se dévoile à Scarlet. Alors qu'elle s'enfuit, il décide de la poursuivre, mais pas avant de remettre le ballon à son fils. Mike redevient finalement l'homme de 37 ans qu'il était et se réunit avec Scarlet.
Alors que Mike se prépare pour son premier jour comme nouvel entraîneur à l'école de ses enfants, Ned, qui a commencé avec succès une relation avec Jane, lui donne un coup de sifflet, tous deux heureux de leurs nouveaux départs dans la vie.

## Fiche technique
- Titre original : 17 Again
- Titre français : 17 ans encore
- Titre québécois : Encore 17 ans
- Réalisation : Burr Steers
- Scénario : Jason Filardi
- Direction artistique : Tom Reta
- Décors : Garreth Stover
- Costumes : Pamela Withers-Chilton
- Photographie : Tim Suhrstedt (en)
- Montage : Padraic McKinley
- Musique : Rolfe Kent
- Production : Jennifer Gibgot et Adam Shankman
- Société de production : Offspring Entertainment (en)
- Société de distribution : New Line Cinema (États-Unis), Metropolitan Filmexport (France)
- Budget : 40 000 000 de dollars[3]
- Pays d'origine :  États-Unis
- Langue originale : anglais
- Format : couleur — 2,35:1 — 35 mm — SDDS, Dolby Digital, DTS
- Genre : comédie romantique et fantastique
- Durée : 102 minutes
- Dates de sortie :
  - Canada, États-Unis : 17 avril 2009
  - France : 22 avril 2009
  - Belgique, Suisse romande : 6 mai 2009

## Distribution
- Zac Efron (VF : Yoann Sover, VQ : Nicolas Charbonneaux-Collombet) : Mike O' Donnell (à 17 ans)/Mark
- Matthew Perry (VF : Emmanuel Curtil, VQ : Michel M. Lapointe) : Mike O' Donnell (à 37 ans)
- Michelle Trachtenberg (VF : Olivia Luccioni, VQ : Claudia-Laurie Corbeil) : Margaret "Maggie" Sarah O' Donnell
- Leslie Mann (VF : Brigitte Aubry, VQ : Viviane Pacal) : Scarlett O' Donnell
- Allison Miller : Scarlett O' Donnell (à 17 ans)
- Thomas Lennon (VF : Thierry Ragueneau, VQ : Jean-François Beaupré) : Ned Freedman (adulte)
- Tyler Steelman : Ned Freedman (jeune)
- Sterling Knight (VF : Thomas Sagols, VQ : Gabriel Lessard) : Alex O' Donnell
- Melora Hardin (VF : Dorothée Pousséo) : Principale Jane Masterson
- Nicole Sullivan (VF : Anne Rondeleux) : Naomie
- Jim Gaffigan (VF : Michel Dodane) : Coach Murphy
- Hunter Parrish (VQ : Nicholas Savard L'Herbier) : Stan
- Margaret Cho : Mrs. Dell, l'institutrice
- Melissa Ordway : Lauren
- Katerina Graham : Jamie
- Larry Poindexter : Dean
- Tiya Sircar (VF : Barbara Beretta) : Samantha
- Josie Loren : Nicole
- Adam Gregory : Dom

## Production

### Tournage
Les scènes de l'école se passent à l'école Santa Monica High School connue sous le nom de High School Hayden[réf. nécessaire] : pendant les scènes dans l'école des jeunes de Santa Monica ont été crédités comme figurants. L'apparence de l'école a été considérablement modifiée pour le film[réf. nécessaire].

### Musique
1. On My Own - Vincent Vincent and The Villains
2. Can't Say No - The Helio Sequence
3. L.E.S. Artistes - Santigold
4. Naive - The Kooks
5. This is Love - Toby Lightman
6. You Really Wake Up the Love in Me - The Duke Spirit
7. The Greatest - Cat Power
8. Rich Girls - The Virgins
9. This is for Real - Motion City Soundtrack
10. Drop - Ying Yang Twins
11. Cherish - Kool & The Gang
12. Bust a Move - Young MC
13. Danger Zone - Kenny Loggins
14. Fergalicious - Fergie
15. Underdog - Spoon